# Estella-Lizarra
Pour les articles homonymes, voir Estella.
Estella en espagnol, ou Lizarra en basque, est une municipalité située dans le Nord de l’Espagne, chef-lieu de la Comarque de Tierra Estella (Lizarrerria), dans la communauté forale de Navarre.
Elle est située dans la zone linguistique mixte de la province. Le Camino francés du pèlerinage de Saint-Jacques-de-Compostelle passe par cette ville.

## Géographie
Dispersée sur un terrain accidenté de part et d'autre de l'Ega, Estella est morcelée en « paroisses » qui ont grandi sans perdre leur personnalité.
Située à 426 mètres d'altitude, elle est entourée par les monts : Montejurra, Peñaguda, Cruz de los Castillos, Santa Bárbara et Belástegui. Ce cercle de montagnes la protège des vents.
Estelle est située sur la rivière Ega, affluent de l'Èbre.

## Toponymie
Dans les archives diplomatiques d'Iratxe, village situé à 3 km de la ville, les références à ce toponyme sont fréquentes dans des documents du XIe siècle, et selon les cas, on y trouve les noms suivants: « Leizarrara », « Lizarrara », « Liçarrara », « Lizarara », « Liçarra » et « Lizarra ». Le toponyme, basque, a été interprété dans certains cas comme ilizar, « ancienne ville », et aussi comme elizar, « ancienne église »; toutefois il paraît y avoir une plus grande solvabilité étymologique pour « Lizar », frêne en euskera, donc « Lizarra », « le frêne ». Cette étymologie est en rapport avec la possible abondance de cet arbre à cet endroit.
Ce village existait déjà au temps des romains sous le nom basque de Lizarra qui signifie L'étoile (Izarra). Quand Sancho Ramirez de Navarre décida d'y installer une colonie de francs, il décréta un for en 1090 qui déclarait la ville sous le nom d'Étoile en espagnol: Estrella.
La légende rapporte qu'en 1085, des bergers alertés par une pluie d'étoiles, miraculeuse, découvrirent la statue dite de Notre-Dame-du-Puy. Et depuis ce temps-là, le bourg primitif, dont il est fait mention, à l'époque romaine sous le nom de Gebalda, fut appelé Estella, nom proche du terme castillan estrella, étoile. En tout cas, pour les pèlerins, la ville était Estella Bella, Estella la belle et la Basilique de la Vierge du Puy veille sur la ville.

## Histoire

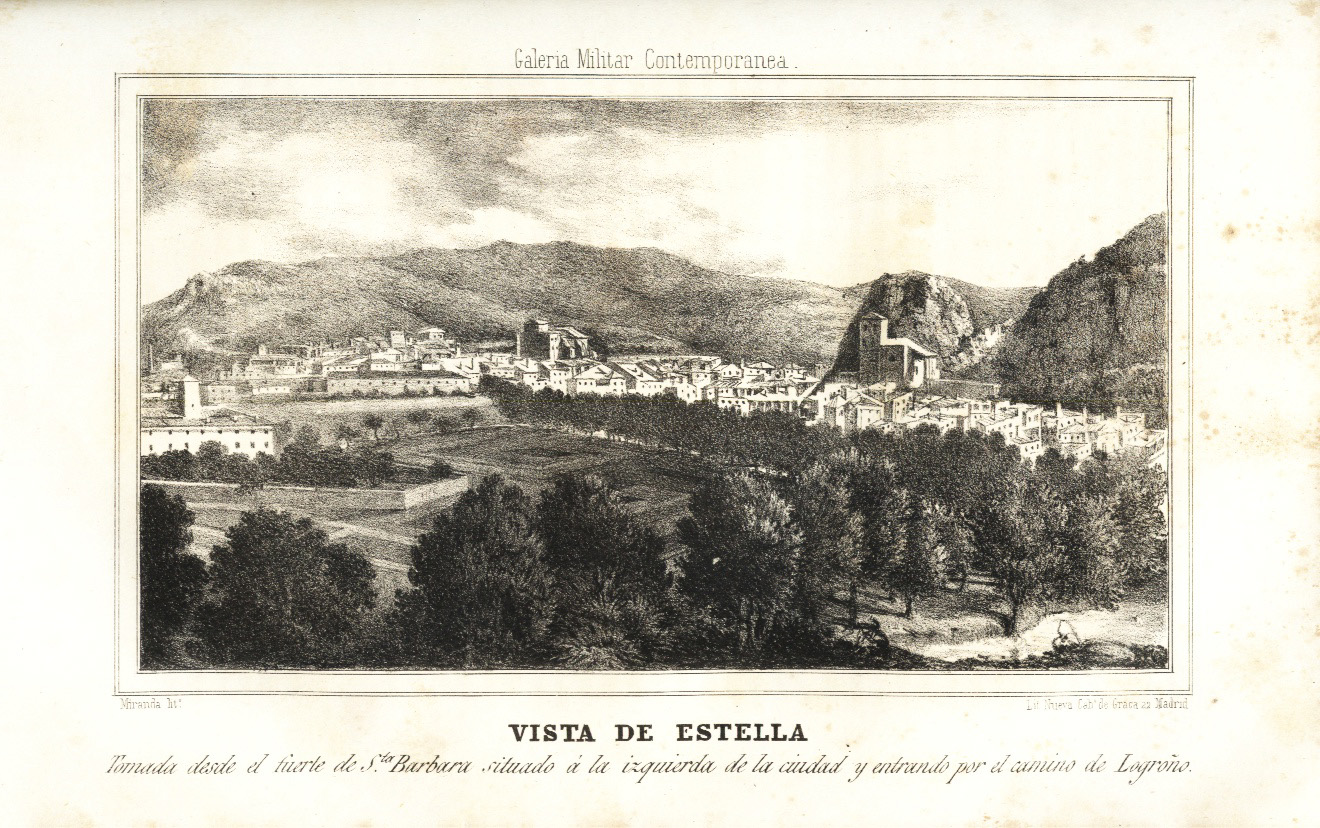
Estella, site d'intérêt militaire vers 1840

La cité est établie près du bourg primitif de Lizarra, reconquise en 914 par Sancho Garcés.
En 1090 le roi Sanche Ramirez, (Sanche Ier d'Aragon, roi de Navarre et d'Aragon) décide de développer et de susciter un repeuplement afin de pourvoir la cité de commerçants, d’hommes libres et d’ecclésiastiques. Cette population s'occuperait de l’afflux croissant des pèlerins de Compostelle. Pour cela il a dévié le chemin primitif du pèlerinage et construit un château sur la rive droite du rio Ega, au pied d'un petit relief rocheux. La même année il a accordé un for, basé celui de Jaca, en autorisant l'installation de « Francos », mais en soumettant les Navarrais au pouvoir royal.

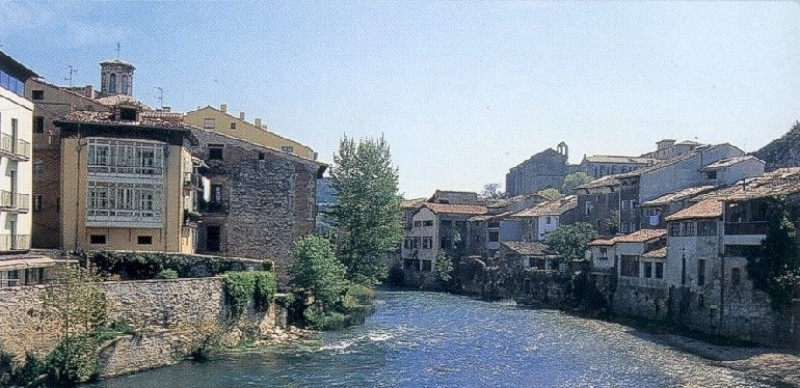
Estella et le rio Ega

En 1187, Sanche le Sage (Sanche VI de Navarre, 1150-1194) décide de repeupler la cité avec des Navarrais, en accordant aux nouveaux habitants un juridiction identique à celle qui avait été rédigée en 1164 pour les « Francos ». En 1188 il a accordé la même juridiction au quartier de Arenal. Ont coexisté, par conséquent, trois noyaux de population différents, qui ont été réunis en une seule commune en 1266.
Sa situation sur le chemin de Compostelle a attiré des commerçants, principalement des « francos » et des juifs, provenant du Puy-en-Velay et de Tours, comme l’ont montré les récentes fouilles et études des églises et cimetières.
Dans Estella des commerces et des hospices se sont établies, ce qui a engendré un essor économique, qui a eu pour conséquence une importante activité ; le noyau commercial primitif a été transformé un ensemble urbain bien défini dans un bref espace de temps.
À partir du XIIe siècle on construit des bâtiments, principalement religieux, qui, suivant l’expression de  Julio Caro Baroja, ont fait d'Estella « la capitale de l’art roman navarrais ».
Au XIIIe siècle, Estella était la ville des négociants et possédait une bourse de change.
Estella atteint son apogée au XIIIe siècle ; sa décadence commence au siècle suivant. Ceci est dû à des faits comme la dissolution des confréries en 1323 et des conflits entre la Navarre et la Castille tout au long des XIVe et XVe siècles.
La ville, appauvrie par la guerre civile et par les inondations qui l'ont détruite, est tombée entre les mains des troupes de Ferdinand le Catholique en 1512. Cinquante années plus tard on a décidé la démolition de sa forteresse. Durant la troisième guerre carliste (1872-1876), Estella devint la capitale de l'État carliste, siège de son gouvernement jusqu'à la prise de la ville par les troupes alphonsines (1876), et la fuite du roi Carlos VII.

## Politique et administration

### Liste des maires
| 2007 -2011 | Begoña Ganuza                | UPN-PP   |
| 2003-2007  | María José Fernández Aguerri | PSN-PSOE |
| 1999-2003  | María José Bozal Bozal       | UPN-PP   |
| 1995-1999  | José Luis Castejón Garrués   | PSN-PSOE |
| 1991-1995  | José Luis Castejón Garrués   | PSN-PSOE |

### Jumelages
Saint-Jean-Pied-de-Port (France) depuis 1964

## Démographie
| 1897  | 1900  | 1930  | 1940  | 1950  | 1960  | 1970   | 1975   | 1981   | 1991   |
| ----- | ----- | ----- | ----- | ----- | ----- | ------ | ------ | ------ | ------ |
| 5 114 | 5 766 | 6 355 | 6 568 | 7 296 | 8 209 | 10 200 | 11 267 | 12 230 | 12 741 |

| 1996                                                     | 1998   | 1999   | 2000   | 2001   | 2002   | 2003   | 2004   | 2005   | 2006   | 2007   |
| -------------------------------------------------------- | ------ | ------ | ------ | ------ | ------ | ------ | ------ | ------ | ------ | ------ |
| 12 552                                                   | 12 535 | 12 607 | 12 683 | 12 887 | 13 150 | 13 449 | 13 439 | 13 708 | 13 892 | 13 931 |
| Sources : Estella et instituto de estadística de navarra |        |        |        |        |        |        |        |        |        |        |

## Culture et patrimoine

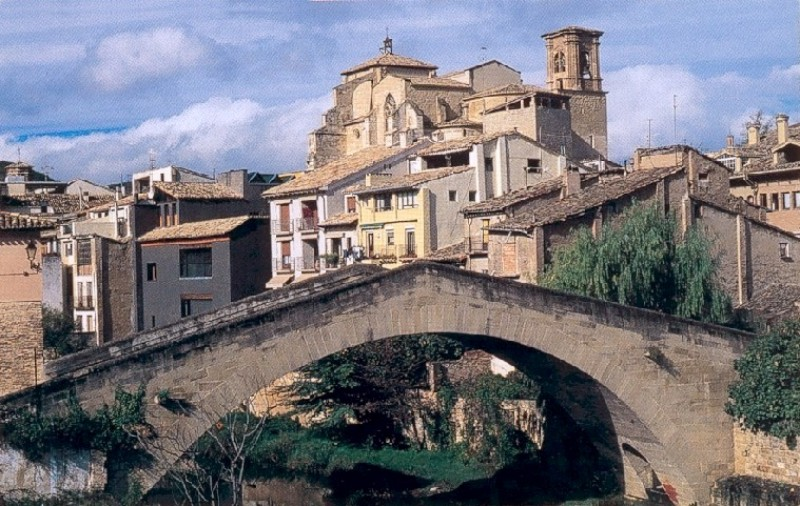
Le pont del Càrcel (de la prison)

### Pèlerinage de Compostelle
Sur le Camino francés du Pèlerinage de Saint-Jacques-de-Compostelle.
Venant de Villatuerta, la prochaine étape est le Monastère Santa Maria la Real d’Irache.
Aimery Picaud, dans son Guide du Pèlerin rapporte que : « le pain est bon, le vin excellent, la viande et le poisson abondants, et qui regorge de toutes délices. » Il fait aussi l'éloge des qualités de l'eau de l'Ega, « une rivière d'eau douce, saine et extraordinaire ».
« Estella la bella » ainsi l’appelaient au Moyen Âge les pèlerins, était une étape importante du « chemin », la troisième du Guide du Pèlerins. En 1354 il existait six hôpitaux.

### Patrimoine religieux

#### L’église de San Pedro de la Rúa
Sur les contreforts de la falaise où se trouvait le château, l'église se dresse face au Palais des rois de Navarre.
Cette église était connue au XIIIe siècle sous le nom Saint Pierre le Majeur. Elle était mentionnée comme église paroissiale depuis 1174, bien qu'il soit possible qu'elle existait antérieurement. En 1256 elle a eu comme fonction d’église principale d’Estella, iglesia mayor de la ciudad.
Le portail, au sommet d'un escalier monumental, ouvre sur le mur Nord ; les chapiteaux et les voussures sont richement sculptés à caractère végétal, géométrique et figurée, mais son originalité réside dans l'arc d'entrée en tiers-point, bordé de petits lobes, qui témoigne de l'influence de l'art d’al-Andalus, avec de grandes similitudes avec les portails des proches églises de San Román de Cirauqui, et celle Santiago à Puente la Reina. Sur les jambages de la porte une riche figuration classique et de type scatologique, avec sirènes, centaures, harpies et griffons.
L'intérieur présente des parties de la première église du XIIe siècle quand on a conservé le chevet de l’église. Les nefs sont du XIIIe siècle et la baie vitrée est gothique, situé dans la paroi nord de l'église. Le narthex et la tour sont du XVe siècle. Les voutes des nefs sont des XVIe et XVIIe siècles.
Elle abrite diverses œuvres entre lesquelles il convient de souligner le Retable de la Vierge du Rosaire (première moitié du XVIIe siècle), dans la nef centrale se trouve un tableau de la Vierge de la O, du XIVe siècle. La chapelle de San Andres, patron de la ville, est construite dans un style baroque à partir de 1706. Le Retable, réalisé à la fin du XVIIIe siècle, est de style rococo.
À remarquer les trois absides romanes, dans celle du centre une colonne est faite de trois serpents entrelacés.
Dans le Presbytère se trouve un tableau de la Vierge de Bethléem, fin du XIIIe siècle. D'autres retables dont celui de San Nicolás et celui de la Santísima Trinité, du XVIIe siècle.
Les fonts baptismaux sont du XIIe siècle, seul objet liturgique du bâtiment primitif.
- Le cloître.

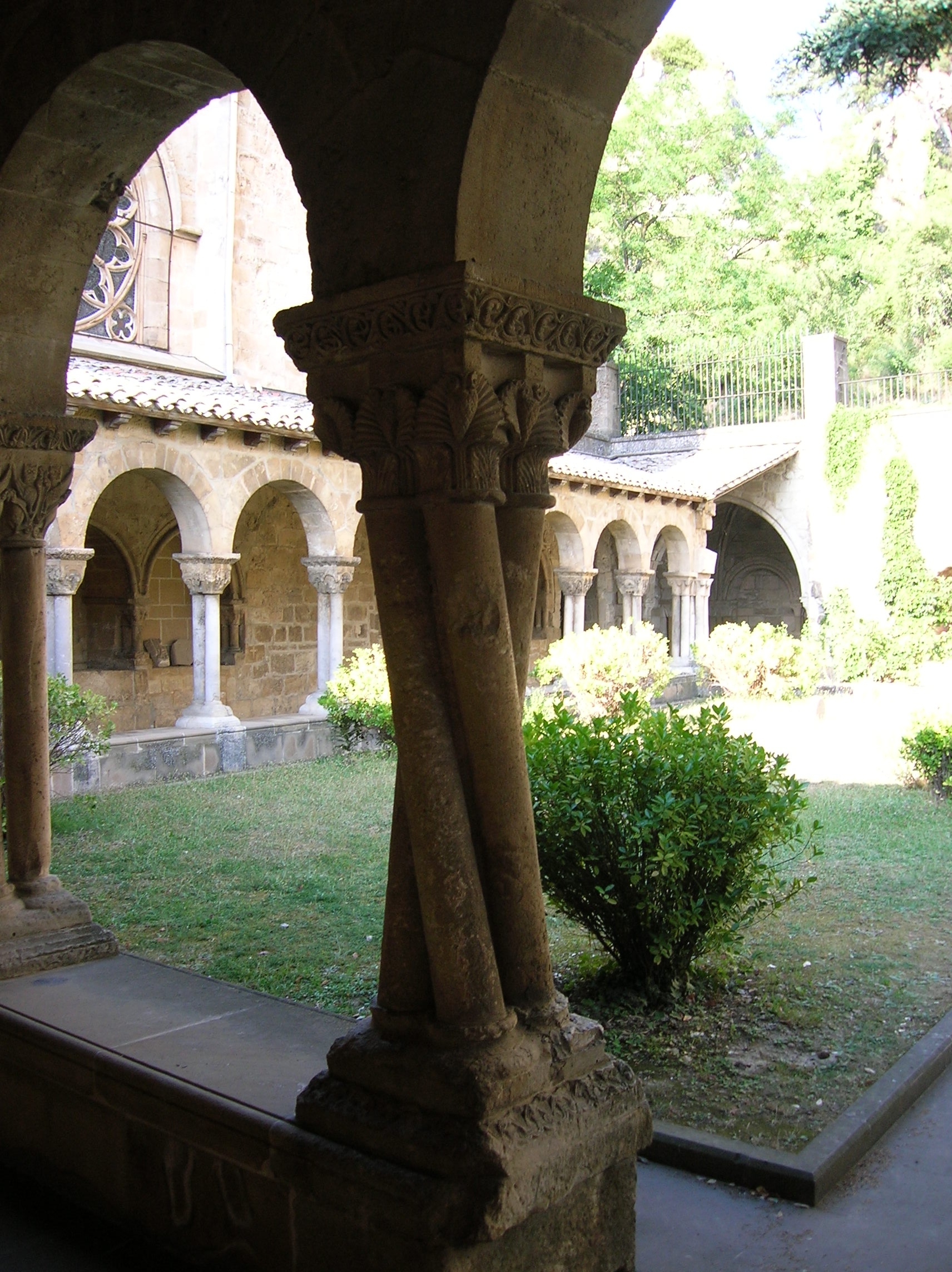
Le cloître de l'église San Pedro de la Rúa

Le cloître roman a perdu deux galeries en 1572, lors de l'explosion volontaire du château voisin ; il reste les galeries occidentale et septentrionale, datées de 1170.
La virtuosité technique et l'esprit inventif du sculpteur des chapiteaux font regretter les parties manquantes. La galerie Nord représente des scènes de la vie du Christ et des saints Laurent, André et Pierre. Les thèmes végétaux et animaliers occupent la galerie ouest où l'architecte facétieux a glissé un groupe de quatre colonnes obliques.

#### L’église de San Miguel
Des documents démontrent l'existence d'une paroisse peuplée de Navarrais et consacrée à San Miguel depuis 1145.
Située au-dessus de « la Mota », un escarpement rocheux adapté pour la défense de la ville. Cependant, les restes les plus anciens qui sont conservés démontrent une construction probablement entre 1187 et 1196, date de l'invasion de la Navarre par les castillans pendant le règne de Sanche le Fort (Sanche VII de Navarre, 1194-1234). Les travaux se sont prolongés dans le temps, de ce fait on trouve différents styles.
Le chevet, de la fin du roman est composé de cinq absides. Les cinq chapelles sont couvertes de voûtes en berceaux. Les trois nefs, de trois travées chacune, sont du début du gothique, et elles correspondent à une restauration effectuée dans la première moitié du XVIe siècle.
On accède par deux portails, situées de chaque côté de l'épître et de l'évangile. Côté Sud, du XIIIe siècle, il est très simple, avec des archivoltes soutenues dans des chapiteaux décorés avec des végétaux stylisés. Le portail Nord semble avoir été conçu comme un défi lancé aux habitants de l'autre rive. Au tympan, le Christ est entouré des évangélistes et de personnages énigmatiques. Sur les voussures, on distingue des anges portant des encensoirs, les vieillards de l'apocalypse, les prophètes et patriarches, des scènes évangéliques et les martyres des saints. Sur les chapiteaux : enfance du Christ et scènes de chasse. Sur les murs au registre du haut, huit statues colonnes représentent des apôtres. Au registre du bas deux hauts-reliefs, les plus achevés et expressifs du portail, montrent à gauche saint Michel terrassant le dragon, à droite les trois Maries arrivant du Sépulcre. Par la noblesse des attitudes, l'élégance des drapés, l'expression des visages, cette dernière scène est un chef-d’œuvre de la sculpture romane.
Elle conserve d'importants trésors artistiques, notamment le retable de sainte Hélène, offert par Martín Pérez de Eulate et Toda Sánchez de Yarza, dont les tombes se trouvent dans l'intérieur de l’église.

#### L’église du Santo Sepulcro
Située dans l'ancienne Rúa des Pèlerins, actuelle rue de Tanneurs, c’est l'une des paroisses plus anciennes de la ville. Elle figure dans un registre de 1123, et était déjà siège de la confrérie du Saint-Sépulcre. Son élaboration montre des traces d'un long processus constructif, entamé pendant la période romane et qui s’est poursuivi jusqu'au XVIe siècle. En 1881 elle n’a plus été utilisée comme église paroissiale.
De l’église originale (du XIIe siècle) on conserve la nef de l'évangile avec son abside semi-circulaire. Au XIVe siècle, les chevets de la chapelle centrale et de celle du côté sud furent construites, toutefois il ne subsiste qu’une partie des murs de la chapelle centrale, tandis que la chapelle sud il ne reste plus que les fondations.
L'accès à l'intérieur se fait par un portail gothique du début du XIVe siècle. Il est composé de douze archivoltes qui reposent sur des colonnes rehaussées par des chapiteaux décorés avec des motifs végétaux. Il expose trois registres : la Cène, les trois Maries au Sépulcre et l'enfer, le Calvaire. Les niches qui encadrent le portail abritent des saintes et des saints traités avec un certain maniérisme.

#### La Basilique de Notre-Dame du Puy
L'actuelle basilique remplace une précédente église, de style baroque, selon un plan élaboré en 1929. Le projet a été totalement modifié en 1949, et s’est prolongé jusqu’en 1951.
À partir d'un élément symbolique – un plan sous forme d'étoile, évocation de l'apparition de la Vierge -, il s'agit d'un bâtiment de style gothique, où la principale préoccupation de l'architecte a été la diffusion de la lumière.
La basilique possède un tableau de la Vierge du Puy en majesté, patronne de la ville, couverte en argent, du XIVe siècle. À signaler deux tableaux du Christ, réalisés au XVIIe siècle.

### Patrimoine civil

#### Plaza de San Martin
À l'origine, c'était le centre du quartier des Francs Bourgeois tout bouillant de l'animation de ses échoppes et de ses auberges. Aujourd'hui rien ne trouble le calme de cette harmonieuse petite place si ce n'est le clapotis de sa fontaine. Sur un des côtés, l'ancien hôtel de ville arbore une façade blasonnée du XVIe siècle.

#### La calle de la Rùa
C'était le chemin qu'empruntaient les pèlerins. Au no 7 le palais de Fray Diego de Estella présente une façade plateresque décorée d'un blason.

#### Le Palais des Rois de Navarre
Aussi connu comme le « Palais des Ducs de Grenade d'Ega », c'est le seul bâtiment roman à caractère civil existant en Navarre.

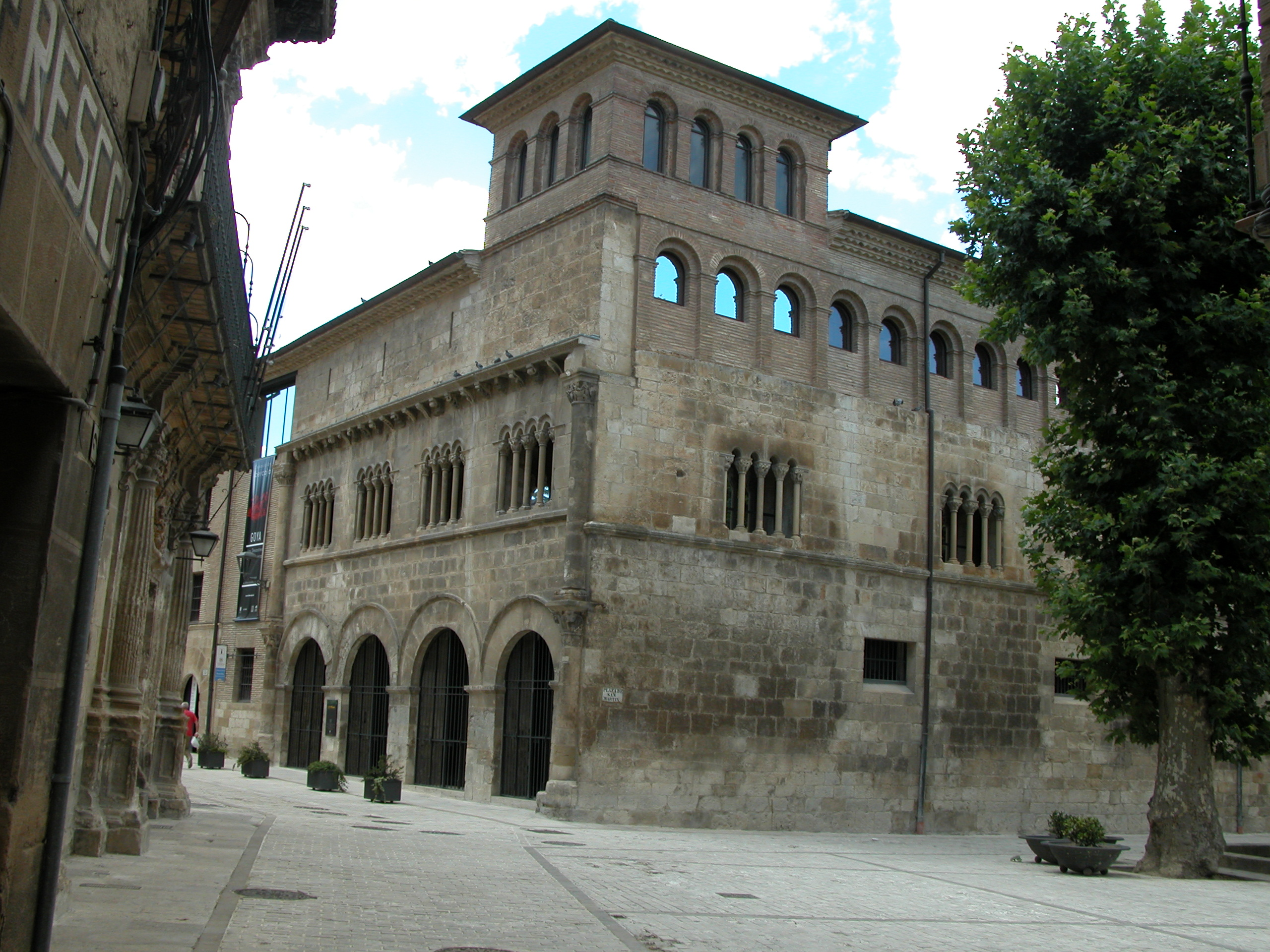
Le Palais des Rois de Navarre à Estella

Il s'agit d'un bâtiment roman construit dans la seconde moitié du XIIe siècle, situé sur la place de San Martín et en faisant angle avec la rue de San Nicolás, ancienne rues des pèlerins.
L'élément le plus significatif est sa longue façade principale, située face au perron de San Pedro de la Rúa, percée d'arcades et de baies géminées remarquables par leurs chapiteaux.
Il est composé de deux étages, qui sont divisés en hauteur par une corniche simple. Le corps inférieur constitue une galerie de quatre arcs encadrés par des colonnes adossées à la paroi, avec comme décoration des chapiteaux de type végétal et figuré. Dans la partie gauche on trouve des scènes stylisées qui racontent un épisode de la Légende de Roland, concrètement la scène de la lutte de Roland contre Ferragut, en essayant d'exemplifier la lutte du bien contre le mal. Il est signé par Martinus de Logroño. Dans la partie droite la décoration est formée par de fines feuilles

### Gastronomie
C'est à Estella en Navarre, davantage qu'ailleurs en Espagne, que se consomme le gorrín, succulent cochon de lait qui fond sous la dent. Il se trouve dans les asadores, ces restaurants qui cuisinent à la braise. Les meilleurs sont dans les rues adjacentes à la place centrale du marché de ce solide bourg ecclésiastique. Le porcelet est braisé après le marché du mercredi et les restaurants font le plein en fin de semaine. Il est donc peu opportun de se présenter un lundi ou mardi pour en consommer.
Il existe aussi le cochinillo de Segovia, mais les fins connaisseurs locaux vous le diront, rien ne vaut le gorrín d'Estella en comparaison, surtout accompagné du cogollo de Tudela, la laitue provenant du Sud de la Navarre réputée dans tous les marchés de la péninsule.
Après avoir fait honneur à la gastronomie locale pour le déjeuner, vient un appel à l'herbe tendre qui entoure par les rives de l'eau passante ; la promenade parmi les herbes et les essences d'arbres bordant la rivière semble aller de rigueur en continuation du menu précité [Quoi ?].

### Sport
La ville dispose de son propre stade, le Stade de Merkatondoa, qui accueille les matchs à domicile du Club Deportivo Izarra, le club principal de la ville.

### Personnalités liées à la commune

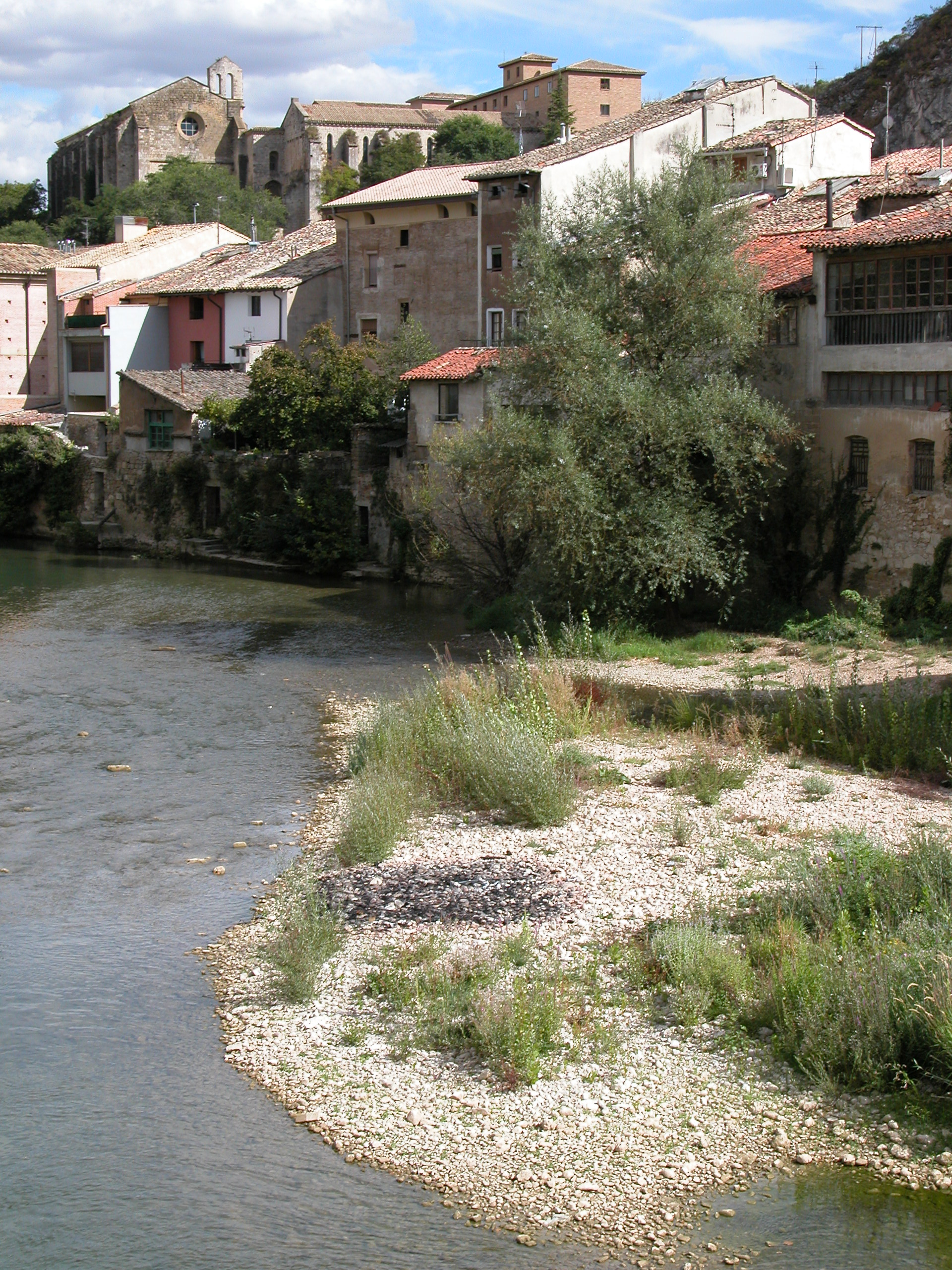
Vue sur Estella et le rio Ega

- Julio Ruiz de Alda (1897-1936) : Aviateur du Plus Ultra[6]. Homme politique espagnol, un des fondateurs de la phalange Espagnole.
- Miguel de Eguía (1495-1544) — Un des premiers éditeurs d'Espagne.
- La famille Maeztu-Whitney avait sa résidence secondaire à Estella-Lizarra : Juana Whitney (1857-1945) —  enseignante engagée dans la lutte pour les droits des femmes y est décédée, ainsi que son fils, le peintre basque Gustavo de Maeztu (1887-1947).
- Manuel de Irujo (1891-1981) — Politique nationaliste basque. Député, Ministre de la Seconde République, Parlementaire Foral et sénateur.
- Pablo Hermoso de Mendoza (1966-)  — Rejoneador à cheval.
- Francisco Marco (1978) — Torero.
- Adolfo Eraso (1834) — Hydrologue et géologue.
- Juan Arza (1923-2011) : joueur de football né à Estella-Lizarra.
- Javi Martínez — Joueur à l'Athletic Club de Bilbao
- Patxi Ruiz — Pelotari